# La Roureda (Castellar de la Ribera)
La Roureda és un indret amb bosc i camps de cultiu del poble de Castellar de la Ribera al municipi del mateix nom de la comarca del Solsonès).